# Meurtre à double face
Meurtre à double face (Absolute Deception) est un film américain réalisé par Brian Trenchard-Smith, et sorti directement en vidéo le 17 juillet 2013. Il a ensuite été diffusé à la télévision le 27 septembre 2013 sur Lifetime Movie Network et en France le 4 novembre 2013 sur France 4.

## Synopsis
Témoin de la mort de son principal indic, Miles Scott, l'agent du FBI John Nelson entame une enquête afin de retrouver les assassins. Il se rend à New York afin de rencontrer la journaliste Rebecca, sa veuve, journaliste qui le croyait mort depuis deux ans. Bientôt, un dangereux criminel réclame un butin que lui aurait volé Miles.

## Fiche technique
- Titre original : Absolute Deception
- Réalisation : Brian Trenchard-Smith
- Scénario : Kraig Wenman
- Photographie : Dan Macarthur (en)
- Musique : Michael Richard Plowman (en)
- Durée : 89 minutes
- Pays :  États-Unis

## Distribution
- Cuba Gooding Jr. : John Nelson
- Emmanuelle Vaugier : Rebecca Scott
- Evert McQueen : l'inspecteur Hendricks
- Ty Hungerford : Archer
- Jeff Gannon : Cochran
- Kelly Atkinson : Brigid Archer